# Chionaspis etrusca
Espèce
Chionaspis etrusca est une espèce d'Insectes hémiptères de la famille des Diaspididae.

## Dénomination
En anglais, l'espèce Chionaspis etrusca porte les noms vernaculaires suivants : « western scurfy scale », « tamarix scurfy scale », « tamarix scale » et « Sasscer scale ».

## Répartition
Chionaspis etrusca est présent tout autour de la mer Méditerranée et en Iran.
Elle est une espèce invasive en Amérique lors de l'introduction de plantes Tamarix ramosissima.

## Plantes hôtes
Les larves et les adultes consomment les feuilles des plantes des espèces Tamarix africana, Tamarix aphylla, Tamarix canariensis, Tamarix gallica, Tamarix laxa (sv), Tamarix parviflora.

## Systématique
Le nom valide complet (avec auteur) de ce taxon est Chionaspis etrusca Leonardi, 1908.
Chionaspis etrusca a pour synonymes :
- Chionaspis engeddensis Bodenheimer, 1924
- Chionaspis enggedensis Balachowsky, 1928
- Chionaspis etrusca subsp. engeddensis Bodenheimer, 1930
- Chionaspis singularis Bazarov & Shmelev, 1971
- Chionaspis variabilis Bazarov & Shmelev, 1971